# التسلسل الزمني لمدينة طنجة
فيما يلي تسلسل زمني لتاريخ مدينة طنجة بالمغرب.

## العصور القديمة
- 42 م – أصبحت تينجيس عاصمة مقاطعة موريطنية الطنجية الرومانية.[1]
- 429 م - استولى الوندال على تينجيس.[1]

## العصور الوسطى
- 534 - غزتها الإمبراطورية الرومانية الشرقية[بحاجة لمصدر]
- 700 – بداية الحكم الإسلامي العربي.
- 927 – خلافة قرطبة
- 1026 – طائفة مالقة
- 1026 – طائفة سبتة
- 1078 – حكم سلالة المرابطين[2]
- 1147 – الدولة الموحدية
- 1244 – الدولة المرينية (1244–1465).
- 1304 – ولادة ابن بطوطة.
- 1437 – معركة طنجة، محاولة القوة البرتغالية الاستيلاء على قلعة طنجة، وهزيمتهم اللاحقة على يد جيوش السلطنة المرينية.
- 1471 – بداية حكم البرتغاليين لطنجة (1471–1661)، تحت حكم أفونسو الخامس ملك البرتغال.[3][4][2]
- 1580 - إسبانيا في السلطة.[4]
- 1656 - البرتغال في السلطة مرة أخرى.[4]

## العصور الحديثة
- 1661 – طنجة الإنجليزية (1661–1684)، الحكم الاستعماري الإنجليزي.[5][4]
- 1677 – قام الإنجليز بنفي جميع اليهود من طنجة.[5]
- 1678 – حاصرت قوات مولاي إسماعيل المدينة.[1]
- 1684 – بدأ الحكم المغربي بنهاية طنجة الإنجليزية.[3][4]
- 1815 – إعادة بناء المسجد الكبير في طنجة.[6]
- 1821 – مبنى المفوضية الأمريكية قيد الاستخدام.
- 1844
  - 6 أغسطس: قصف طنجة (من قبل الفرنسيين).[4]
  - أكتوبر: توقيع معاهدة طنجة في المدينة.
- 1883 – بدء صدور جريدة "المغرب الأقصى".[7]

## القرن 20

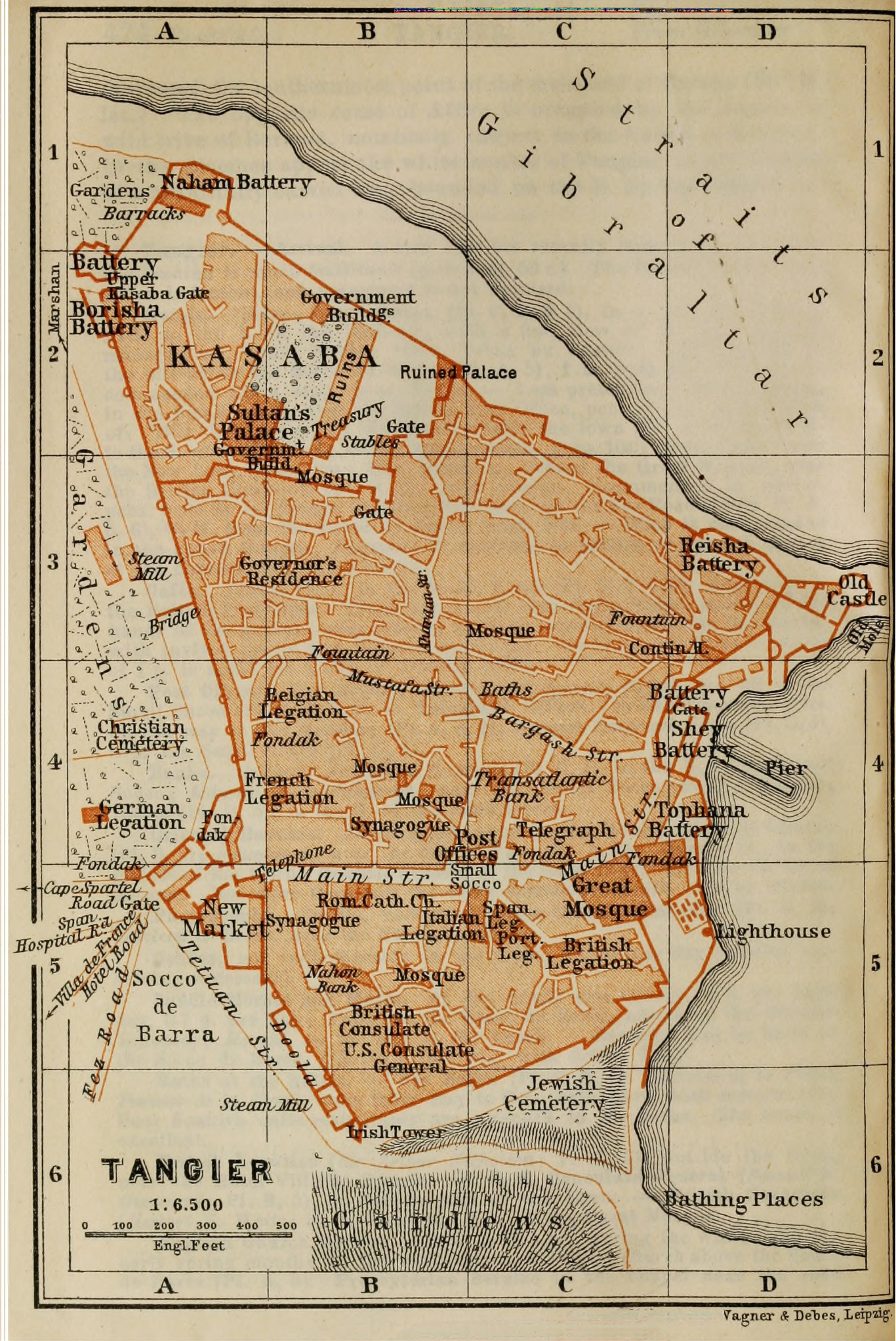
طنجة سنة 1901

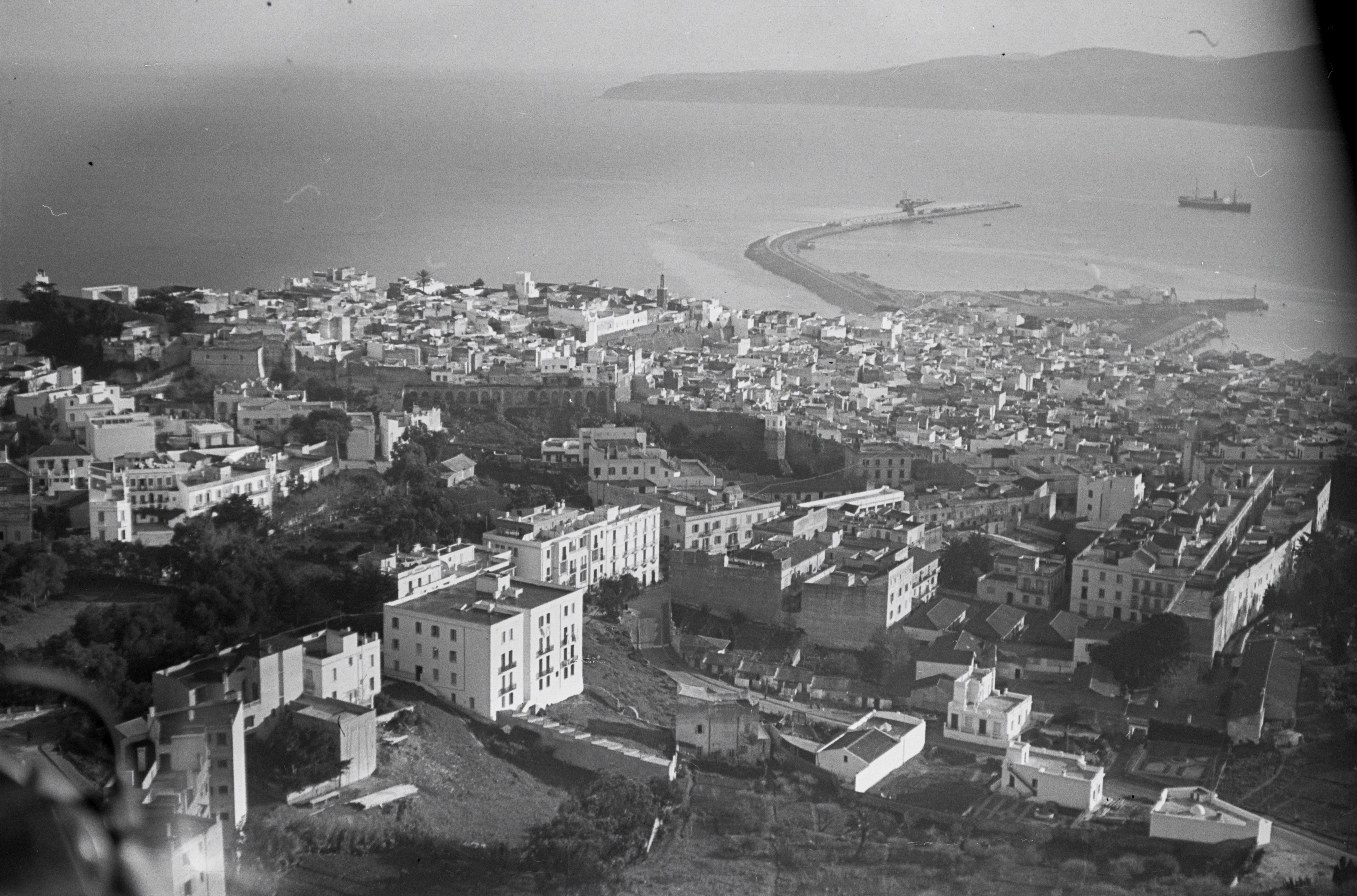
منظر جوي لطنجة سنة 1932

- 1904 – بدء نشر صحيفة لا جورنال دي تانجيه (Journal de Tanger).[8]
- 1905
  - بدء صدور جريدة لادبييش (La Dépêche marocaine).
  - كنيسة القديس أندرو الأنجليكانية.
- 1905/06 - الأزمة المغربية الأولى التي أدت إلى مؤتمر الجزيرة الخضراء
- 1910 - وصلو عدد السكان إلى: 40.000 (رقم تقريبي).[4]
- 1911 - أزمة أكادير ومعاهدة فاس (1912)
- 1913 - افتتاح مسرح غران تياترو سرفانتس (Gran Teatro Cervantes).[9]
- 1917 – بناء مسجد سيدي بو عبيد.[6]
- 1920 - غران كافيه دي باريس (Gran Cafe de Paris) في مجال الأعمال التجارية.[10]
- 1921 – افتتاح مقهى الحافة.
- 1925 – منطقة طنجة الدولية تدخل حيز التنفيذ، بموجب بروتوكول طنجة.
- 1937 – بدء نقابة المحامين.[1]
- 1939 – بناء ملعب مارشان.[بحاجة لمصدر]
- 1940 – 14 يونيو: احتلت القوات الإسبانية المدينة.[5]
- 1945 – 11 أكتوبر: عادت المدينة إلى وضعها الدولي.[11]
- 1947
  - السلطان محمد الخامس ملك المغرب يلقي خطابا في السوق البراني.[12]
  - انتقال الكاتب الأمريكي بول بولز إلى طنجة.[13]
- 1948 – افتتاح سينما الريف.[14]
- 1952 – 30 مارس: مظاهرة سياسية.[5]
- 1956
  - 8 أكتوبر: أصبحت المدينة جزءًا من المغرب المستقل؛[3] تم إلغاء منطقة طنجة الدولية.[12]
- 1960 – عدد السكان: 141,714.[15]
- 1973 – عدد السكان: 185,850.[16]
- 1983 – تأسيس نادي اتحاد طنجة لكرة القدم.
- 1993 – عدد السكان: 307000 نسمة (تقديرات).[17]

## القرن 21

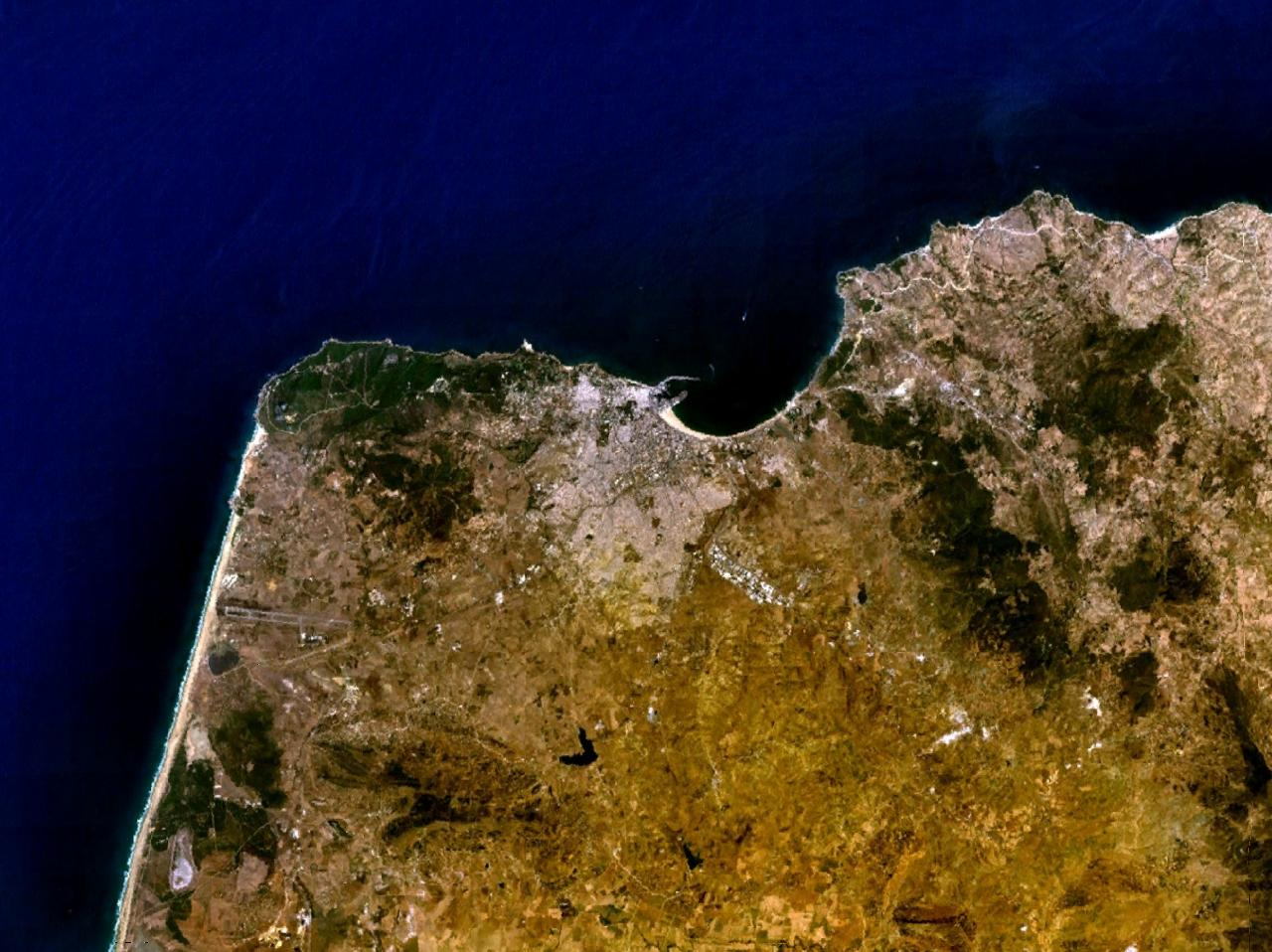
منظر من القمر الصناعي لمدينة طنجة، حوالي عام 2005

- 2005 – إنشاء الطريق السريع الرباط – طنجة.
- 2003 - إنشاء مجلس إشرافي للمجمع الصناعي المينائي طنجة المتوسط.
- 2006 – افتتاح سينماتيك طنجة.[18]
- 2008
  - ميناء طنجة المتوسط يبدأ العمل بالقرب من المدينة.[19]
  - افتتاح مبنى المحطة الجديدة لمطار طنجة ابن بطوطة.
- 2011
  - افتتاح ملعب طنجة الكبير.
  - انطلاق أشغال إنجاز خط السكة الحديدية فائق السرعة القنيطرة - طنجة.
- 2014 - عدد السكان: 998,972 (تقديرات).[20]
- 2015 – أصبحت المدينة جزءًا من جهة طنجة تطوان الحسيمة الإدارية.

## المعلومات الكاملة للمراجع
نُشرت في القرن 19
- Ali Bey al-Abbasi (1816)، "Chapters 2–4 (Tangier)"، Travels of Ali Bey in Morocco, Tripoli, Cyprus, Egypt, Arabia, Syria, and Turkey, Between the Years 1803 and 1807، Philadelphia: John Conrad، OCLC:754174
- Arthur de Capell Brooke (1831). "Tangier". Sketches in Spain and Morocco. London: Henry Colburn and Richard Bentley. OCLC:13783280.
- "Tangiers" . موسوعة بريتانيكا (ط. التاسعة). ج. 23. 1888. ص. 46. {{استشهاد بموسوعة}}: يحتوي الاستشهاد على وسيط غير معروف وفارغs: |1= و|coauthors= (مساعدة)
- H.M.P. de la Martinière (1889). "(Tangier)". Morocco: Journeys in the Kingdom of Fez and to the Court of Mulai Hassan. London: Whittaker & Co. OCLC:4428176.

نُشرت في القرن 20
- S. L. Bensusan (1904). Morocco. London: A and C Black.
- Ch. Brossard, ed. (1906). "Maroc: Description des villes: Tanger". Colonies françaises. Géographie pittoresque et monumentale de la France (بالفرنسية). Paris: Flammarion. (+ table of contents)
- Chisholm, Hugh, ed. (1910). "Tangier" . Encyclopædia Britannica (بالإنجليزية) (11th ed.). Vol. 26. pp. 397–398.
- "Tangier"، The Mediterranean، Leipzig: Karl Baedeker، 1911، OCLC:490068
- Noelle Watson، المحرر (1996). "Tangier". International Dictionary of Historic Places: Middle East and Africa. UK: Routledge. ص. 665+. ISBN:978-1884964039.

نُشرت في القرن 21
- Mark Ellingham (2001)، "Tangier"، Rough Guide to Morocco (ط. 6th)، London: Rough Guides، ص. 79+، OL:24218635M
- Marian Aguiar (2005). "Tangier". في كوامي أنتوني أبيا and Henry Louis Gates (المحرر). Africana: The Encyclopedia of the African and African American Experience (ط. 2nd). Oxford University Press. ص. 120. ISBN:978-0-19-517055-9.
- كيفن شيلنغتون، المحرر (2005). "Tangier". Encyclopedia of African History. Fitzroy Dearborn. ISBN:978-1-57958-245-6.
- Michael R.T. Dumper؛ Bruce E. Stanley، المحررون (2008). "Tangier". Cities of the Middle East and North Africa. Santa Barbara, US: ABC-CLIO.
- Zoubir Chattou (2011). "Tanger à la croisée de nouvelles recompositions territoriales et de mobilités transnationales" [Tangier, transnational mobilities and territorial restructuring]. Méditerranée (journal) [méditerranée (revue)] (بالفرنسية). 116 (116): 133–138. DOI:10.4000/mediterranee.5447 – via Revues.org.
- Martin Malcolm Elbl. Portuguese Tangier (1471-1662): Colonial Urban Fabric as Cross-Cultural Skeleton (Baywolf Press: Toronto and Peterborough, 2013) (ردمك 978-0-921437-50-5).
- Josh Shoemake (2013). Tangier: A Literary Guide for Travellers. I.B.Tauris. ISBN:978-0-85773-376-4. مؤرشف من الأصل في 2023-08-23.

## روابط خارجية
- "(Articles related to Tangier)". Connecting-Africa. Leiden, Netherlands: African Studies Centre. مؤرشف من الأصل في 2023-08-23.
- Christian Zimmermann (المحرر). "(Tangier)". أوراق بحثية في الاقتصاد. US: Federal Reserve Bank of St. Louis. (Bibliography)
- "(Tangier)". دليل الوصول المفتوح إلى الدوريات. UK. (Bibliography of open access  articles)
- Map of Tangier, 1943

| أقاليم محافظة طنجة تطوان | التقسيم الإداري لمحافظة طنجة تطوان | علم المغرب |
| عمالة تطوان \| إقليم العرائش \| إقليم شفشاون \| إقليم الفحص أنجرة \| عمالة طنجة - أصيلة \| إقليم وزان (منذ 2009)\| عمالة المضيق الفنيدق (منذ 2004) |                                    |            |